# كريستينا بيترسن
كريستينا بيترسن (بالدنماركية: Christina Petersen)‏ (17 سبتمبر 1974 - ) هي مدربة كرة قدم ولاعبة كرة قدم دانمركية في مركز الوسط، شاركت في الألعاب الأولمبية الصيفية 1996. ولعبت مع Fortuna Hjørring ‏.

## وصلات خارجية
- كريستينا بيترسن على موقع الاتحاد الدولي (مؤرشف)  (الإنجليزية)
- كريستينا بيترسن على موقع قاعدة بيانات كرة القدم.إي يو (الإنجليزية)
- كريستينا بيترسن على موقع عالم كرة القدم.نت (الإنجليزية)
- كريستينا بيترسن على موقع اللجنة الأولمبية الدولية (الإنجليزية)
- كريستينا بيترسن على موقع أوليمبيديا (الإنجليزية)